# Österreichische Fußballmeisterschaft 1925/26
Die Österreichische Fußballmeisterschaft 1926/27 wurde vom Wiener Fußball-Verband ausgerichtet und von dessen Mitgliedern bestritten. Als Unterbau zur I. Liga diente die eingleisig geführte II. Liga. Diese Ligen waren nur für professionelle Fußballvereine zugänglich. Zudem wurden von weiteren Bundeslandverbänden Landesmeisterschaften in unterschiedlichen Modi auf Amateur-Basis ausgerichtet.

## Erste Leistungsstufe – I. Liga

### Allgemeines
Die Meisterschaft der Saison 1925/26 hatten die Wiener Amateure fest im Griff, auf dem Weg zum Titel stand unter anderem ein glanzvoller 5:0-Sieg über Bezirksrivalen Rapid auf dessen Pfarrweise zu Buche, bei dem allein Kálmán Konrád viermal traf. Die endgültige Entscheidung verlief dennoch etwas kurios, denn die Amateure unterlagen zu Hause in der vorletzten Runde überraschend dem Tabellenletzten Hertha aus Favoriten mit 1:3. Ein Sensationsresultat, das niemanden etwas nützte, denn die Hertha stieg dennoch ab und der Verfolger Vienna unterlag der Admira mit 0:1 und vergab damit alle Chancen auf den Titel. So wurde der Wiener Amateur-SV zum zweiten Mal österreichischer Fußballmeister; in der kommenden Saison spielte der Klub erstmals als FK Austria Wien.

### Abschlusstabelle
| Pl.                                                          | Verein                | Sp. | S  | U | N  | Tore    | Quote | Punkte |
| ------------------------------------------------------------ | --------------------- | --- | -- | - | -- | ------- | ----- | ------ |
| 1.                                                           | Wiener Amateur-SV (C) | 24  | 15 | 5 | 4  | 073:390 | 1,87  | 35     |
| 2.                                                           | First Vienna FC 1894  | 24  | 14 | 3 | 7  | 061:450 | 1,36  | 31     |
| 3.                                                           | 1. Simmeringer SC     | 24  | 12 | 5 | 7  | 064:520 | 1,23  | 29     |
| 4.                                                           | SK Admira Wien        | 24  | 12 | 3 | 9  | 049:420 | 1,17  | 27     |
| 5.                                                           | SK Rapid Wien         | 24  | 12 | 3 | 9  | 061:570 | 1,07  | 27     |
| 6.                                                           | SK Slovan Wien        | 24  | 11 | 4 | 9  | 056:470 | 1,19  | 26     |
| 7.                                                           | SC Hakoah Wien (M)    | 24  | 9  | 8 | 7  | 056:500 | 1,12  | 26     |
| 8.                                                           | Wiener Sport-Club     | 24  | 11 | 2 | 11 | 045:570 | 0,79  | 24     |
| 9.                                                           | SC Wacker Wien        | 24  | 8  | 8 | 8  | 051:530 | 0,96  | 24     |
| 10.                                                          | Wiener AC             | 24  | 8  | 5 | 11 | 042:470 | 0,89  | 21     |
| 11.                                                          | Floridsdorfer AC (N)  | 24  | 7  | 5 | 12 | 043:530 | 0,81  | 19     |
| 12.                                                          | SpC Rudolfshügel      | 24  | 3  | 6 | 15 | 038:680 | 0,56  | 12     |
| 13.                                                          | ASV Hertha Wien (N)   | 24  | 3  | 5 | 16 | 035:640 | 0,55  | 11     |
| Stand: Endstand. Quelle: Austria Soccer, Rapid-Archiv, RSSSF |                       |     |    |   |    |         |       |        |

| (M) | Österreichischer Meister 1924/25          |
| (C) | Niederösterreichischer-Cup-Sieger 1924/25 |
| (N) | Neuaufsteiger der Saison 1924/25          |

Aufsteiger
- II Liga: Brigittenauer AC

### Torschützenliste
| Pl.                    | Tore    | Spieler           | Verein                   |
| ---------------------- | ------- | ----------------- | ------------------------ |
| 1.                     | 25 Tore | Gustav Wieser     | Wiener Amateur-SV        |
| 2.                     | 22 Tore | Viktor Hierländer | Wiener Amateur-SV        |
| 3.                     | 19 Tore | Rudolf Hanel      | SK Slovan Wien           |
| 4.                     | 18 Tore | Ferdinand Wesely  | SK Rapid Wien            |
| 5.                     | 17 Tore | Otto Haftl        | SC Wacker Wien/Wiener AC |
| Quelle: Austria Soccer |         |                   |                          |

siehe auch Die besten Torschützen

### Die Meistermannschaft
| Wiener Amateur-SV |
| Theodor Lohrmann (18), Heinrich Lebensaft (6) – Viktor Blizenec (18), Johann Tandler (24) – Karl Schneider (22/1), Max Reiterer (18/2), Karl Geyer (17), Friedrich Briza (15/1), Walter Nausch (4), Willi Sefzik (1), Karl Prohaska (2), Leo Schrödter (1) – Wilhelm Morocutti (22/2), Kálmán Konrád (23/10), Viktor Hierländer (22/22), Gustav Wieser (21/25), Matthias Sindelar (7/2), Josef Milnarik (13/7), Anton Vanicek (9), Josef Rohlíček (1) Trainer: Gustav Lanzer, Jenő Konrád |
| Quelle: Austria Soccer |

## Zweite Leistungsstufe – II. Liga

### Allgemeines
In der II. Liga spielten insgesamt 14 Mannschaften, die während des gesamten Spieljahres je zweimal aufeinander trafen, um den Aufstieg in die I. Liga. Der Meister Brigittenauer AC durfte in die I. Liga aufsteigen. Absteigen hingegen musste der SC Sturm 1907.

### Abschlusstabelle
| Pl.                                            | Verein                       | Sp. | S  | U | N  | Tore    | Quote | Punkte |
| ---------------------------------------------- | ---------------------------- | --- | -- | - | -- | ------- | ----- | ------ |
| 1.                                             | Brigittenauer AC 2L1         | 26  | 24 | 2 | 0  | 108:260 | 4,15  | 50     |
| 2.                                             | SC Nicholson Wien            | 26  | 16 | 3 | 7  | 078:480 | 1,63  | 35     |
| 3.                                             | Wiener Association FC        | 26  | 15 | 4 | 7  | 057:430 | 1,33  | 34     |
| 4.                                             | SV Donau Wien (N)            | 26  | 12 | 4 | 10 | 054:440 | 1,23  | 28     |
| 5.                                             | Wiener Bewegungsspieler      | 26  | 12 | 3 | 11 | 058:550 | 1,05  | 27     |
| 6.                                             | SC International Wien        | 26  | 11 | 5 | 10 | 082:470 | 1,74  | 27     |
| 7.                                             | 1. Favoritner FC Vorwärts 06 | 26  | 9  | 7 | 10 | 055:630 | 0,87  | 25     |
| 8.                                             | SC Neubau (N)                | 26  | 8  | 8 | 10 | 047:570 | 0,82  | 24     |
| 9.                                             | SC Weiße Elf Wien            | 26  | 10 | 3 | 13 | 057:530 | 1,08  | 23     |
| 10.                                            | SC Bewegung XX (N)           | 26  | 10 | 3 | 13 | 066:720 | 0,92  | 23     |
| 11.                                            | Wiener Sportfreunde          | 26  | 9  | 3 | 14 | 061:900 | 0,68  | 21     |
| 12.                                            | SC Germania Schwechat        | 26  | 9  | 2 | 15 | 056:840 | 0,67  | 20     |
| 13.                                            | Gersthofer SV (N)            | 26  | 7  | 3 | 16 | 027:650 | 0,42  | 17     |
| 14.                                            | SC Sturm 1907                | 26  | 2  | 6 | 18 | 032:910 | 0,35  | 10     |
| Stand: Endstand. Quelle: Austria Soccer, RSSSF |                              |     |    |   |    |         |       |        |

| (N) | Neuaufsteiger der Saison 1924/25 |

Aufsteiger
- 3. Klasse: SC Viktoria XXI

## Meisterschaften in den Bundesländern

### Burgenland
Im Burgenland wurde keine Meisterschaft abgehalten.

### 1. Klasse Kärnten
Die Meisterschaft wurde als Pokalturnier organisiert, vom Turnier im Herbst 1925 sind keine Quellen bekannt, im Frühjahr 1926 gewann der Villacher SV.

### 1. Klasse Niederösterreich
In Niederösterreich wurde von 1924 bis 1925 eine fast zweijährige Meisterschaft ausgetragen, die am 25. Jänner 1926 beendet werden konnte. Landesmeister in der 1. Klasse Niederösterreich wurde der 1. Wiener Neustädter SC.
Abschlusstabelle
| Pl.                                 | Verein                      | Sp. | S  | U | N  | Tore    | Quote | Punkte |
| ----------------------------------- | --------------------------- | --- | -- | - | -- | ------- | ----- | ------ |
| 1.                                  | 1. Wiener Neustädter SC (M) | 24  | 18 | 2 | 4  | 086:320 | 2,69  | 38     |
| 2.                                  | ASC Liesing                 | 24  | 16 | 5 | 3  | 072:360 | 2,00  | 37     |
| 3.                                  | Badner AC (N)               | 23  | 13 | 3 | 7  | 064:500 | 1,28  | 29     |
| 4.                                  | 1. St. Pöltner SC           | 24  | 11 | 4 | 9  | 061:480 | 1,27  | 26     |
| 5.                                  | ASC Marienthal              | 23  | 12 | 1 | 10 | 074:600 | 1,23  | 25     |
| 6.                                  | SC Himberg                  | 24  | 11 | 3 | 10 | 055:520 | 1,06  | 25     |
| 7.                                  | SC Berndorf (N)             | 24  | 10 | 5 | 9  | 072:710 | 1,01  | 25     |
| 8.                                  | SV Atzgersdorf              | 24  | 10 | 4 | 10 | 048:510 | 0,94  | 24     |
| 9.                                  | Korneuburger SV             | 23  | 8  | 4 | 11 | 039:430 | 0,91  | 20     |
| 10.                                 | Klosterneuburger SV         | 24  | 8  | 2 | 14 | 047:640 | 0,73  | 18     |
| 11.                                 | VfB Mödling                 | 24  | 8  | 1 | 15 | 036:770 | 0,47  | 17     |
| 12.                                 | Deutsch-Wagramer AC         | 23  | 5  | 4 | 14 | 036:690 | 0,52  | 14     |
| 13.                                 | Stockerauer SV 07           | 24  | 4  | 2 | 18 | 035:730 | 0,48  | 10     |
| Stand: Endstand. Quelle: NFV, RSSSF |                             |     |    |   |    |         |       |        |

| (M) | Meister der 1. Klasse Niederösterreich |
| (N) | Neuaufsteiger der Saison 1923/24       |

Aufsteiger
- keine Informationen über Aufsteiger, da Modus geändert wurde

### Oberösterreicher 1. Klasse
In dieser Saison wurde in Oberösterreich keine Meisterschaft ausgetragen.

### Salzburger 1. Klasse
In der Salzburger 1. Klasse konnte der SAK die Meisterschaft entscheiden.
Abschlusstabelle
| Pl.                                          | Verein                   | Sp. | S | U | N | Tore    | Quote | Punkte |
| -------------------------------------------- | ------------------------ | --- | - | - | - | ------- | ----- | ------ |
| 1.                                           | Salzburger AK 1914       | 8   | 7 | 1 | 0 | 048:100 | 4,80  | 15     |
| 2.                                           | 1. Salzburger SK 1919    | 8   | 5 | 2 | 1 | 027:140 | 1,93  | 12     |
| 3.                                           | Arbeiter SK Salzburg (N) | 8   | 3 | 1 | 4 | 030:280 | 1,07  | 07     |
| 4.                                           | 1. Halleiner SK (N)      | 8   | 3 | 0 | 5 | 016:380 | 0,42  | 06     |
| 5.                                           | Garnison SV Salzburg (N) | 8   | 0 | 0 | 8 | 000:310 | 0,00  | 0      |
| Stand: Endstand. Quelle: RSSSF, SalzburgWiki |                          |     |   |   |   |         |       |        |

| (M) | Salzburger Meister der Salzburger 1. Klasse |
| (N) | Neuaufsteiger der Saison 1924/25            |

Aufsteiger
- FC Hertha Salzburg

### Steiermark 1. Klasse
Die steirische 1. Klasse gewann der Grazer AK.
Abschlusstabelle
| Pl.                            | Verein         | Sp. | S | U | N | Tore    | Quote | Punkte |
| ------------------------------ | -------------- | --- | - | - | - | ------- | ----- | ------ |
| 1.                             | Grazer AK      | 6   | 5 | 1 | 0 | 016:800 | 2,00  | 11     |
| 2.                             | SK Sturm Graz  | 6   | 4 | 1 | 1 | 023:700 | 3,29  | 09     |
| 3.                             | Grazer SC (N)  | 6   | 1 | 0 | 5 | 009:190 | 0,47  | 02     |
| 4.                             | SC Hakoah Graz | 6   | 1 | 0 | 5 | 006:200 | 0,30  | 02     |
| Stand: Endstand. Quelle: RSSSF |                |     |   |   |   |         |       |        |

| (N) | Neuaufsteiger der Saison 1924/25 |

Aufsteiger
- Ostmark Graz
- Akademischer SV Graz

### Tiroler A-Klasse
In der Tiroler A-Klasse wurde der SV Innsbruck Erster.
Abschlusstabelle
| Pl.                            | Verein                 | Sp. | S | U | N | Tore    | Quote | Punkte |
| ------------------------------ | ---------------------- | --- | - | - | - | ------- | ----- | ------ |
| 1.                             | SV Innsbruck           | 8   | 7 | 1 | 0 | 025:700 | 3,57  | 15     |
| 2.                             | FC Veldidena Innsbruck | 8   | 5 | 1 | 2 | 027:120 | 2,25  | 11     |
| 3.                             | Innsbrucker AC         | 8   | 4 | 2 | 2 | 027:130 | 2,08  | 10     |
| 4.                             | CDTV Innsbruck         | 8   | 2 | 0 | 6 | 011:310 | 0,35  | 04     |
| 5.                             | SC Tirol Innsbruck     | 8   | 0 | 0 | 8 | 003:300 | 0,10  | 0      |
| Stand: Endstand. Quelle: RSSSF |                        |     |   |   |   |         |       |        |

| (M) | Meister der Tiroler A-Klasse     |
| (N) | Neuaufsteiger der Saison 1924/25 |

### Vorarlberger A-Klasse
Die Vorarlberger A-Klasse konnte der FC Lustenau 07 die Meisterschaft entscheiden.
Abschlusstabelle
| Pl.                            | Verein                 | Sp. | S | U | N | Tore    | Quote | Punkte |
| ------------------------------ | ---------------------- | --- | - | - | - | ------- | ----- | ------ |
| 1.                             | FC Lustenau 07 (M)     | 2   | 1 | 1 | 0 | 004:200 | 2,00  | 03     |
| 2.                             | FA Turnerbund Lustenau | 2   | 0 | 1 | 1 | 002:400 | 0,50  | 01     |
| Stand: Endstand. Quelle: RSSSF |                        |     |   |   |   |         |       |        |

| (M) | Meister der Vorarlberger A-Klasse |

Aufsteiger
- kein Aufsteiger